# Andora

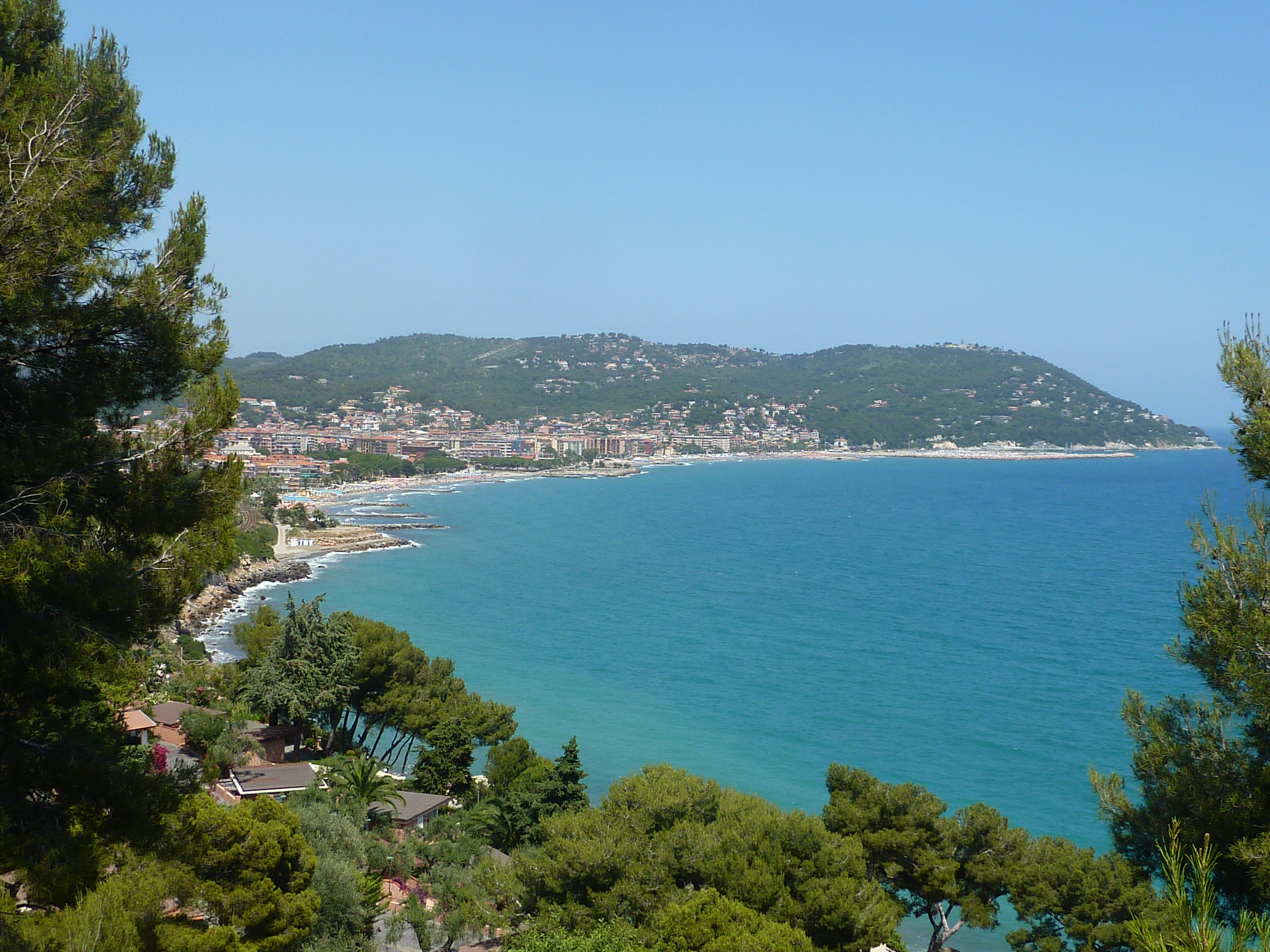
Vista de Andora

Andora, o Marina di Andora, es un pueblo de Liguria, Italia, famoso por sus balnearios. La ciudad tiene un pequeño puerto, un centro histórico y un acueducto romano, que son las cosas más visitadas por los turistas. También cuenta con molinos que sirven para producir pesto y aceite de oliva.  
Andora está situada en la provincia de Savona.
Hay muchos ciudadanos que vienen desde las grandes ciudades como Turín o Milán y se han quedado en Andora a vivir. La ciudad tiene un Parque de Atracciones que abre cada verano. Es una ciudad muy importante por el ciclismo, siendo una etapa de la Milano - Sanremo y porque el ciclista italiano Mirko Celestino abrió un bar en el pueblo.

## Demografía
| Gráfica de evolución demográfica de Andora entre 1861 y 2001 |
|                                                              |
| Fuente ISTAT - elaboración gráfica de Wikipedia              |